# إييتشيرو أودا
إييتشيرو أودا (باليابانية: 尾田栄一郎) هو مانغاكا ياباني ولد في 1 يناير 1975 في كوماموتو. والمعروف أيضاً باسم مُنشئ المانغا «ون بيس» الأكثر مبيعاً في اليابان وكذلك العالم.
مانغا ون بيس حطمت الرقم القياسي كأكثر سلسلة قصص مصورة وأكثر سلسلة مانغا تم بيعها من مؤلف واحدد؛ حيث وصلت مبيعاتها إلى أكثر من 500 مليون نسخة.

## بداياته
عندما كان في صِغره تأثر أودا بأكيرا تورياما كاتب المانغا الشهيرة «دراغون بول» عندئذ قرر أودا ان يصبح مانغاكا. وهو دائما ما يذكر أنه كان مولعا بحياة القراصنة مما كان يراه في التلفزيون والأنمي خصوصا الأنمي Vicky The Viking. في صغره ألّف أودا مانغا باسم الرجل الباندا وقد صرح بنفسه أنه يجرى تعديلات عليها لتناسب الواقع ثم سيعرضها قريبا من باب الاعتزاز بالطفولة.
في عامه السابع عشر ألّف أودا Wanted !! وفاز بالعديد من الجوائز بما في ذلك المركز الثاني لمسابقة تازوكا، وهذا ما منحه عملا في مجلة شونن جامب وكان عمله التقليدي مساعدا لشينوبو كايتاني كان ذلك قبل أن ينتقل إلى محطة توكوشيرو، مما أكسبه نفوذا غير متوقع في حياته الفنية.
في عامه التاسع عشر وبعد انتقاله لأماكن عدة – كان أهمها العمل مساعدا لنوبوهيرو واتاسوكي - فاز بالجائزة التأهيلية للفنانين الجدد. وقد ائتمنه واتاسوكى لعمل شخصية هانجو كاماترى التي تظهر في رونووى كينشين. وطوال هذه المدة قام أودا بعملين للقراصنة تحت عنوان Romance Down. وفي نفس الوقت كان قد رسم شخصية مونكي دي لوفي ولكن ليس بشكلها الظاهر في الأنمي (أي أنه عدّلها بعد ذلك). وفيما بين العامين 1996 و1997 كان قد انتهى من القصة ومن الرسم الحالي للوفي على أنه سيكون بطل القصة وقد صمم ثلاثة من رفاق لوفى بنفس طباع أصدقاءه الثلاثة المقربين في جامعة هيريوكى تاكى– ولكنه رفض عن الإفصاح بأسماء الثلاثة من الإنمى أو أصدقاؤه.
وفي عام 1997 ظهر ون بيس لأول مرة في مجلة شونن جامب وأصبح وحدا من أشهر المانغات في اليابان. وكان أكيرا تورياما مؤلف دراغون بول ودكتور سلامب في مقابلة صحفية له، سئل عن أفضل ثلاثة مانجا محببة إليه بعد مؤلفاته، فرد قائلا: لقد صنع اثنان ما يسمى بنقلة في عالم المانجا وهما تورياما وأودا بعمليهما دراغون بول وون بيس.
في البداية كان قرار أودا جعل مانغا ون بيس يبدأ وينتهي خلال خمس سنوات ولكنه سرعان ما غير رأيه عندما وجد مبيعات أول فصل للمانغا قد وصلت إلى أعلى مبيعات لفصل مانجا في اليابان– حينها- وقام بإيقاف المانغا وعدّل على القصة مما جعلها تصل إلى 12 سنة ولم تنتهي حتى الآن ثم استأنف القصة في عام 1999 لتستمر إلى الآن.

## أشهر أعماله
مانغا ون بيس هو أشهر أعمال أودا. تدور قصة ون بيس عن طاقم قراصنة بقيادة القبطان مونكي دي لوفي لكل فرد من الطاقم هدف يود تحقيقه، أما الهدف الرئيسي للكابتن فهو أن يجد الكنز الأسطوري «ون بيس (القطعة النادرة)» ويصبح ملك القراصنة. بَدأَ مسلسل المانغا في عام 1997، بينما بدأ بث الأنمي في اليابان عام 1999 وما زال مستمراً إلى الآن، عرض منه حتى الآن 1,122 حلقة ما بين عادية وخاصة بالإضافة إلى اثنى عشر فيلماً.

## جميع أعماله
- ون بيس " من 1997 حتى الآن "
- 1998 وانتيد «مجموعة قصصة قصيرة»
- 1992 «وانتيد»
- God's Present for the Future " 1993 "
- Ikki Yaku " 1993 "
- رومانس داون «1996 الإصدار الثاني»
- Dragon Ball x One Piece (Cross Epoch) 2007 «عمل مشترك مع أكيرا تورياما»
- ون بيس إكس توريكو " 2011 "

## روابط خارجية
- إييتشيرو أودا على موقع IMDb (الإنجليزية)
- إييتشيرو أودا على موقع ميتاكريتيك (الإنجليزية)
- إييتشيرو أودا على موقع روتن توميتوز (الإنجليزية)
- إييتشيرو أودا على موقع قاعدة بيانات الأفلام العربية
- إييتشيرو أودا على موقع ألو سيني (الفرنسية)
- إييتشيرو أودا على موقع ميوزك برينز (الإنجليزية)
- إييتشيرو أودا على موقع أول موفي (الإنجليزية)
- إييتشيرو أودا على موقع قاعدة بيانات الفيلم (الإنجليزية)
- إييتشيرو أودا على موقع كينوبويسك (الروسية)
- إييتشيرو أودا على موقع ANN person (الإنجليزية)